# Bossteekmier
De bossteekmier (Myrmica ruginodis) is een mierensoort uit de onderfamilie van de Myrmicinae. De wetenschappelijke naam van de soort is voor het eerst geldig gepubliceerd in 1846 door Nylander.

## Kenmerken
De werksters hebben een roodbruine kleur. Het eerste deel van hun antennes is aan de basis zacht en gelijkmatig gebogen. Het hoofd en de voorlijf (mesosoma) hebben een duidelijke lengteribbel. Beide delen van de petiolus zijn gerimpeld. De twee stekels op het propodeum (achterlichaam) zijn veel langer dan 0,28 keer de lengte van het hoofd. De mannetjes zijn donkerder dan de werksters. Bij de mannetjes is het eerste deel van de antennes heel lang en licht gebogen aan de basis. De koninginnen lijken op de werksters, maar de stekels op het propodeum zijn langer dan 0,25 keer de koplengte. Vrouwtjes komen in twee vormen voor: grotere koninginnen (macrogynen) en kleinere koninginnen (microgynen).

## Nest en leefomgeving
De bossteekmier komt voor op locaties waar een gezonde stooisellaag aanwezig is, met een voorkeur voor humeuze bodems. De vochtigheidsgraad van de bodem is geen bepalende factor, echter kan de soort niet overleven in gronden waar de waterstand boven het maaiveld kan komen. De habitatten kunnen daarom verschillen tussen rietvelden, droog beukenbos, vochtige of droge heidevegetatie en boomsingels. De nesten bevinden zich in het stooisel, of in dode takken, boomstammen of stronken. Zelden onder stenen. Mesofiel.

## Levenswijze
Kolonies van grotere koninginnen (macrogynen) blijven meestal monogyn (één koningin per kolonie) en hebben grote, agressieve werksters. Kolonies van kleinere koninginnen (microgynen) kunnen meerdere koninginnen hebben en breiden zich uit door nieuwe nesten te maken. Jonge microgynen worden vaak geadopteerd door andere nesten, en de werksters zijn dan minder agressief. Het komt voor dat verschillende soorten nesten samenkomen en kruisingen plaatsvinden.

## Verspreiding
Dit soort komt voor van Spanje tot Kamtsjatka, in het noorden tot de 71ste breedtegraad. Myrmica ruginodis is heel algemeen in Midden-Europa en leeft vooral in bossen, met een voorkeur voor koele loof- en naaldbossen. In warmere loofbossen en rivierenbossen in laaglanden wordt het verdrongen door de soort Myrmica rubra. Boven de 800 meter hoogte komt het ook voor in moerassen en graslanden, waar Myrmica rubra minder voorkomt. Op landbouwgrond en in stedelijke gebieden is het bijna niet te vinden.

## Foto's

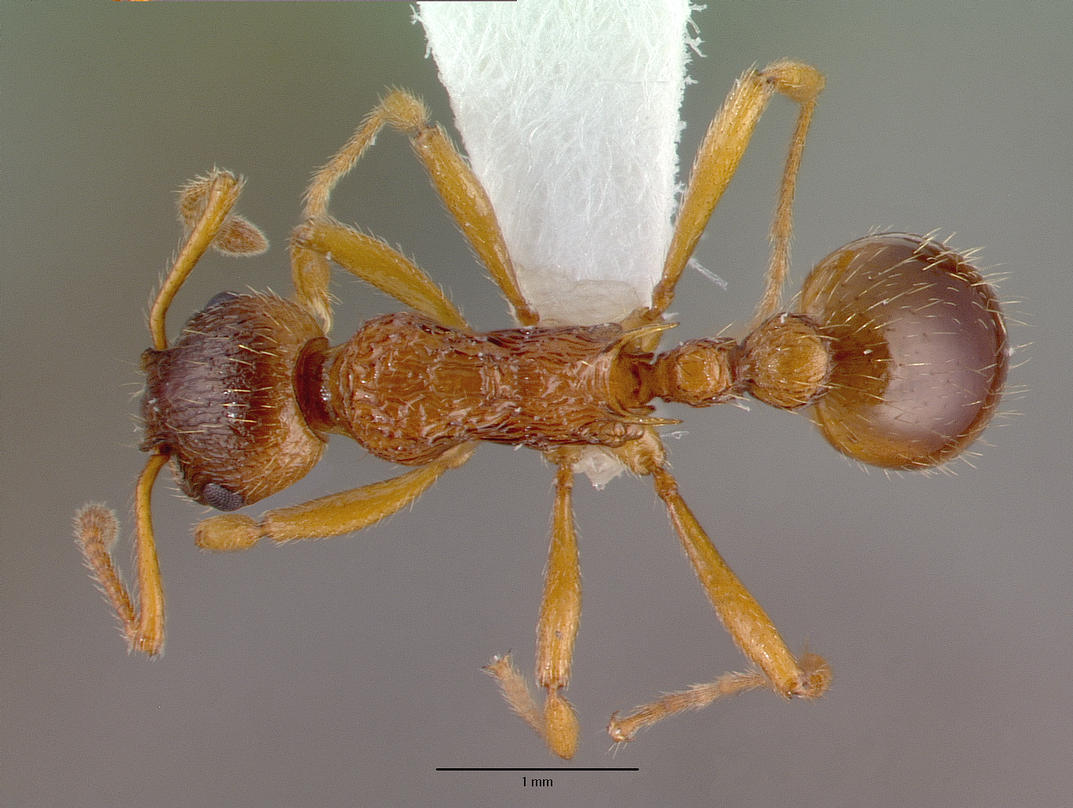
Bovenzijde
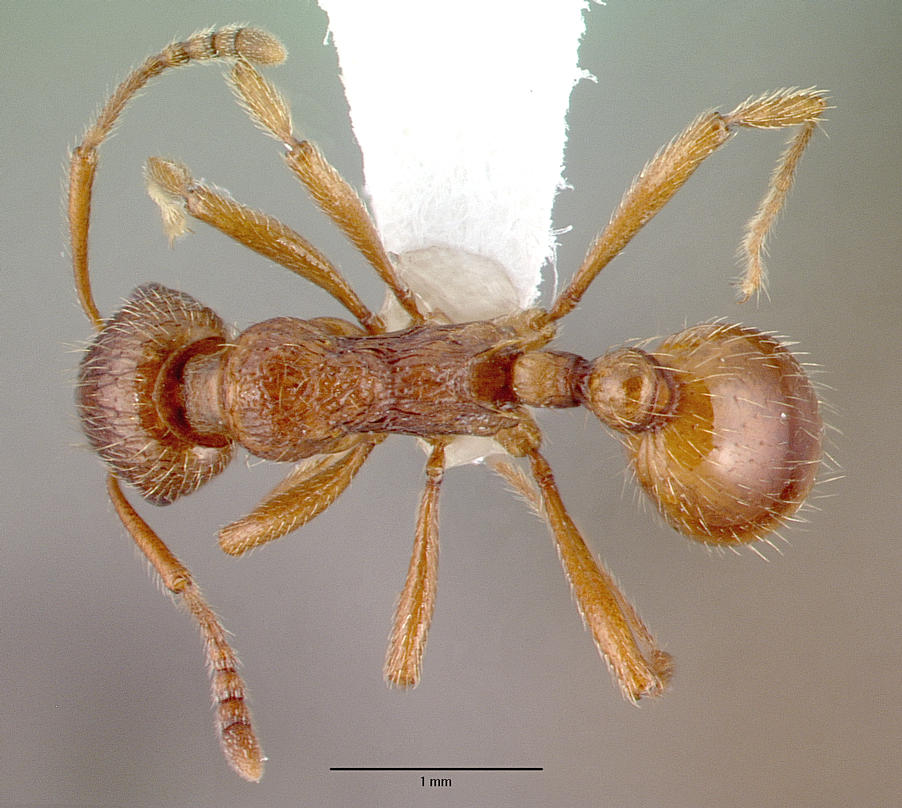
M. ruginodis (Werkster)
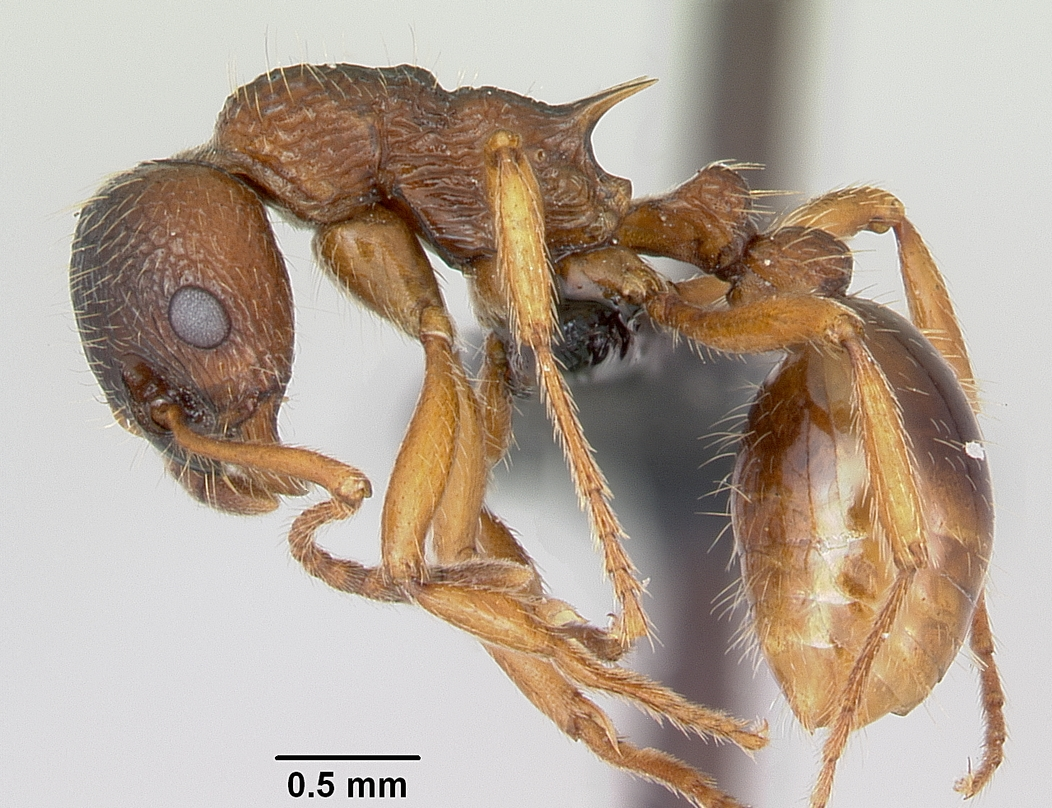
M. ruginodis (Werkster)